# Шемпліно-Велике
Шемпліно-Велике (пол. Szemplino Wielkie) — село в Польщі, у гміні Яново Нідзицького повіту Вармінсько-Мазурського воєводства.
Населення — 73 особи (2011).
У 1975-1998 роках село належало до Ольштинського воєводства.

## Демографія
Демографічна структура станом на 31 березня 2011 року:
|          | Загалом | Допрацездатний вік | Працездатний вік | Постпрацездатний вік |
| -------- | ------- | ------------------ | ---------------- | -------------------- |
| Чоловіки | 46      | 14                 | 26               | 6                    |
| Жінки    | 27      | 7                  | 14               | 6                    |
| Разом    | 73      | 21                 | 40               | 12                   |